# آببر سوندن (بيدفوردشير)
آببر سوندن (بالإنجليزية: Upper Sundon)‏ هي قرية تقع في المملكة المتحدة في شرق إنجلترا.